# 鍾卿
鍾卿（1504年—1580年），字懋敬，號班田，廣東廣州府東莞縣人，民籍，明朝政治人物。

## 生平
嘉靖七年（1528年）戊子科廣東鄉試第二十五名舉人。嘉靖八年（1529年）中式己丑科會試第一百十八名，登第二甲第六十九名進士。授許州知州，擢南京兵部员外郎，轉郎中，丁外艱，起補戶部。坐失儀，謫郴州同知，量移萊州府通判。郴州人立石颂德，入为南京工部都水司郎中，擢为九江府知府。歷廣西副使、四川參政，轉按察使，晋廣西右布政使，三十八年升福建左布政使，乞休歸鄉。隆慶改元，詔起光禄寺卿，謝病未任，詔以光禄寺卿致仕，卒年七十七。

## 家族
曾祖鍾敘；祖父鍾睿（1449年-1509年），字伯通，號益斋，四十四岁中弘治五年壬子科舉人，曾任如皋县教諭，以子云瑞贈南京大理寺評事；祖母袁氏（？-1535年），封太孺人；父鍾雲錦，曾任義官，封兵部郎中。母錢氏；繼母陳氏。重庆下。叔钟云祥，旌表孝子。鍾雲瑞，进士。弟鍾箕。